# Pulau Berkey
Pulau Berkey är en ö i Indonesien.   Den ligger i provinsen Riau, i den västra delen av landet, 1 200 km nordväst om huvudstaden Jakarta. Arean är 70 kvadratkilometer.
Terrängen på Pulau Berkey är mycket platt. Öns högsta punkt är 26 meter över havet. Den sträcker sig 15,6 kilometer i nord-sydlig riktning, och 8,3 kilometer i öst-västlig riktning.  Trakten runt Pulau Berkey består huvudsakligen av våtmarker.